# Куппиш, Герберт
Герберт Куппиш (нем. Herbert Otto Kuppisch; 10 декабря 1909, Гамбург — 27 августа 1943, Саргассово море, Центральная Атлантика) — немецкий офицер-подводник, капитан-лейтенант (1 ноября 1939 года).

## Биография
1 января 1934 года поступил на флот фенрихом. 1 января 1936 года произведен в лейтенанты.

## Вторая мировая война
С 4 февраля 1939 по 30 июня 1940 года командовал подлодкой U-58, на которой совершил 8 походов (проведя в море в общей сложности 130 суток).
С 10 августа 1940 года назначен командиром подлодки U-94. Он выводил её в море 5 раз (проведя в плавании 178 суток).
14 мая 1941 года награждён Рыцарским крестом Железного креста.
29 августа 1941 года переведен в штаб командующего подводным флотом, а в декабре 1942 года — в ОКМ.
24 — 30 июня 1943 года командовал подлодкой U-516.
1 июля 1943 года получил в командование подводный крейсер U-847 (Тип IX-D2). Вывел лодку в первый поход и через 30 дней, 27 августа 1943 года, она была потоплена самолетами с эскортного авианосца «Кард». Весь экипаж (62 человека) погиб.
Всего за время военных действий Куппиш потопил 16 судов общим водоизмещением 82 109 брт.